# Moord in Athene

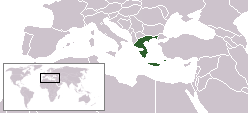
De ligging van Griekenland in Europa.

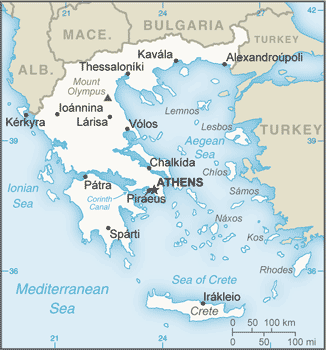
Een overzichtskaart van Griekenland.

Moord in Athene is een spionageroman van auteur Gérard de Villiers en is het 44e deel uit de S.A.S.-reeks met als protagonist de Oostenrijkse prins en freelance CIA-agent Malko Linge.

## Het verhaal
In Griekenland wordt Henry Eagleton, het districtshoofd van de CIA in Athene vermoord. Eagelton was een persoonlijke vriend van Malko en Malko verzoekt de CIA om persoonlijk onderzoek naar de achtergronden van de moordaanslag te mogen doen. De CIA geeft Malko hiervoor toestemming maar weigert haar volle medewerking aan de zaak te verlenen.
Het heeft er zelfs alle schijn van dat de CIA in het geheel niet is geïnteresseerd in de redenen achter de moord op haar districtshoofd.
Gelukkig kan Malko altijd een beroep doen op Elko Krisantem, zijn trouwe huisbediende en voormalig huurmoordenaar.

## Personages
- Malko Linge, een Oostenrijkse prins en CIA-agent;
- Elko Krisantem, de bediende en huismeester van Malko en voormalig Turks huurmoordenaar;
- Henry Eagleton, het districtshoofd van de CIA in Griekenland.